# Pietro Zeno
Pietro Zeno (zm. 1427) – władca Andros i Siros w latach 1384–1427, dyplomata wenecki.
W 1384 poślubił Petronillę Crispo, córkę Francesco I Crispo, księcia Naksos. Jako posag z żoną Pietro otrzymał wyspy Andros i Siros. Uchodził za zdolnego dyplomatę w służbie republiki Weneckiej. Odegrał ważną rolę w negocjacjach, w wyniku których miasto Argos powróciło do Republiki Weneckiej spod okupacji bizantyńskiej. Jego następcą był jego syn Andrea Zeno.